# Dericorys uvarovi
Dericorys uvarovi är en insektsart som beskrevs av Willy Adolf Theodor Ramme 1930. Dericorys uvarovi ingår i släktet Dericorys och familjen Dericorythidae.

## Underarter
Arten delas in i följande underarter:
- D. u. uvarovi
- D. u. iranica